# 曼萨纳雷斯
曼萨纳雷斯，是西班牙卡斯蒂利亚-拉曼恰雷阿尔城省的一个市镇。 总面积475平方公里，总人口17917人（2001年），人口密度38人/平方公里。